# Jean le Bel
Pour les articles homonymes, voir Le Bel.
Jean le Bel, aussi connu sous le nom de Jean Lebel ou  de Jehan le Bel, est un chroniqueur liégeois du Moyen Âge, né à Liège vers 1290 et mort le 15 février 1370, chanoine de Saint-Lambert. Il a été qualifié par Henri Pirenne de premier grand prosateur du XIVe siècle.

## Biographie
Jacques de Hemricourt a fait son éloge dans le Miroir des nobles de Hesbaye, le décrivant comme étant quelqu'un de droit et généreux, aimant la poésie, les beaux vêtements et la chasse. 
Issu d'une famille de patriciens, son père était un échevin de Liège. Après des études de droit, il est signalé comme participant à la vie publique dès 1313, en tant que prévôt de Saint-Jean de Liège. Il se rend en Angleterre en 1327 et prend part à la campagne militaire contre Robert Bruce, avec son frère Henri le Bel au cours de laquelle il fut un témoin direct des combats : 
"Et je mesme qui fut la présent, ne peus en mon hostel entrer pour moy armer, moy et mes compaignons, tant trouver d'Anglais devant nostre huys pour debriser et desrober tout." 
Il devient un proche de Jean de Beaumont, fils du comte Jean Ier de Hainaut. 
Malgré son titre de chanoine de la cathédrale Saint-Lambert de Liège, il aimait la vie mondaine et combattait à l'occasion, menant joyeuse vie; il a eu des enfants hors mariage — des jumeaux, qu'il reconnut, nés d'une demoiselle de bonne famille, alors qu'il était lui-même d'âge plus que mûr. Il a composé une œuvre poétique importante, mais elle est perdue. 
Dans son ouvrage intitulé Vrayes chroniques (en fait Vraye hystoire du roi Edwart), commencé en 1357, il relate la première partie de la guerre de Cent Ans, couvrant la période qui va de 1326 à 1361, et dont le récit s'interrompt brusquement. Ayant entrepris ce travail à la demande de Jean de Beaumont, il définit lui-même son sujet comme l'histoire du règne d'Édouard III d'Angleterre mais il traite aussi des événements de Flandre, de Hainaut et de France. C'est le récit très vivant, en dialecte wallon, des événements dont il fut contemporain, surtout de l'histoire militaire, en partie d'après ses souvenirs, en partie d'après le rapport de témoins oculaires. Son style remarquable fit son succès. Son regard lucide, objectif et son talent font de Jean le Bel une des sources les plus importantes dans l'étude de la première phase de la guerre de Cent Ans. 
Jean Froissart, qui s'en inspira très largement pour la rédaction de la première partie de ses Chroniques, reconnaît sa dette dans son prologue : 

« je me veux fonder et ordonner sur les vraies chroniques jadis faites et rassemblées par vénérable homme et discret seigneur monseigneur Jean le Bel, chanoine de Saint-Lambert de Liége, qui grand’cure et toute bonne diligence mit en cette matière, et la continua tout son vivant au plus justement qu’il pût, et moult lui coûta à acquerre et à l’avoir. »

Une partie de la Chronique de Jean le Bel se trouve aussi dans la compilation de Jean d'Outremeuse intitulée Myreur des hystoirs.
La Chronique de Jean le Bel a longtemps été considérée comme perdue, sans doute victime du succès de celle de Froissart, qui la reprend très largement. Elle a été retrouvée en 1861 par le chartiste Paul Meyer dans un manuscrit de la Bibliothèque municipale de Châlons-en-Champagne, et on ne connaît à ce jour que ce seul manuscrit.

## Homonymie
On conserve une Chronique de Richard II depuis l'an 1377 jusques en l'an 1399, dont l'auteur, dans le prologue, se nomme « Jean le Bel, jadis chanoine de Saint-Lambert de Liège ». Ce n'est évidemment pas le même. Jean Alexandre Buchon, qui a édité ce texte dans sa Collection des chroniques nationales françaises en 1826, pensait qu'il s'agissait d'un petit-fils du premier, par l'un de ses fils naturels. Selon Joseph Kervyn de Lettenhove, il s'agit d'une simple confusion, l'auteur ayant reproduit maladroitement le prologue de Froissart au début de son texte.

## Hommage
Une place du quartier d'Outremeuse porte son nom, la place Jehan le Bel.